# Argentat-sur-Dordogne
Argentat-sur-Dordogne es una comuna nueva francesa situada en el departamento de Corrèze, de la región de Nueva Aquitania.

## Historia
Fue creada el 1 de enero de 2017, en aplicación de una resolución del prefecto de Corrèze de 28 de junio de 2016 con la unión de las comunas de Argentat y Saint-Bazile-de-la-Roche, pasando a estar el ayuntamiento en la antigua comuna de Argentat.

## Demografía
| Gráfica de evolución demográfica de Argentat-sur-Dordogne entre 1800 y 2013 |
|                                                                             |

Los datos entre 1800 y 2013 son el resultado de sumar los parciales de las dos comunas que forman la nueva comuna de Argentat-sur-Dordogne, cuyos datos se han cogido de 1800 a 1999, para las comunas de Argentat y Saint-Bazile-de-la-Roche de la página francesa EHESS/Cassini. Los demás datos se han cogido de la página del INSEE.

## Composición
| Comuna delegada          | Código INSEE | Población (2013) | Superficie (km²) | Densidad (hab./km²) |
| ------------------------ | ------------ | ---------------- | ---------------- | ------------------- |
| Argentat                 | 19090        | 2991             | 22.41            | 133                 |
| Saint-Bazile-de-la-Roche | 19183        | 125              | 7.16             | 17                  |